# Pan bazo

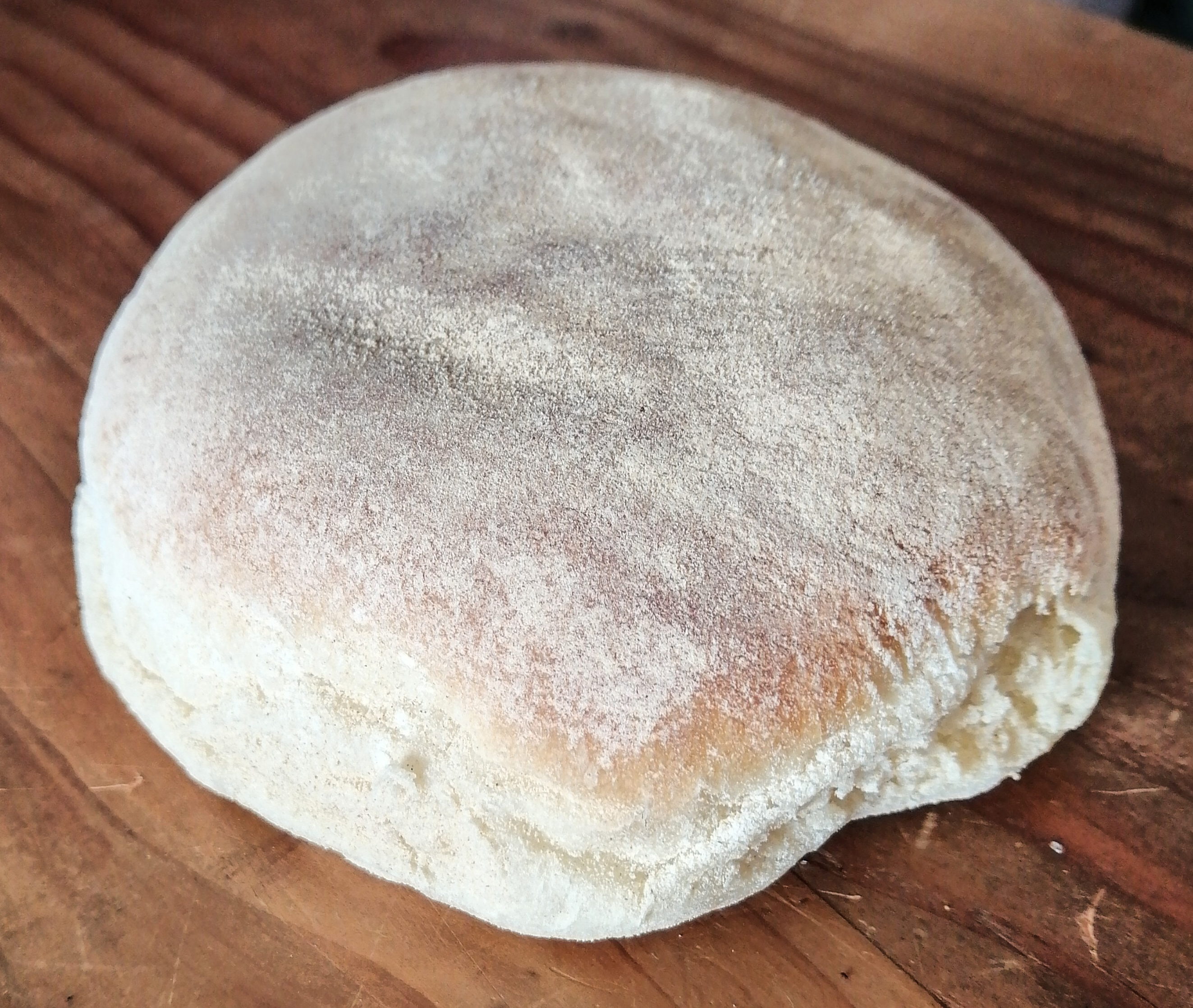
Pan bazo de Veracruz, México.

El pan bazo o pambazo es una variedad de pan de sal y blanco, cuyo origen se encuentra en la antigua tradición panadera española, aunque hoy en día es más típico en lugares como Puebla y Veracruz, México. Es uno de los panes clásicos de la panadería mexicana, y se usa principalmente para elaborar pan relleno. Mientras que en Veracruz se rellena con carne polaca, frijoles o jamón, en la Ciudad de México se rellena con papa y chorizo y se baña en salsa de chile (véase pambazo). Este pan tiene cierta tradición en algunos lugares de la península ibérica, aunque está en vías de desaparecer en España.
En México, dependiendo de la región la receta puede variar enormemente. Por lo general contiene harina trigo, levadura, agua y sal. Algunas recetas incluyen manteca de cerdo y leche en la masa. Es un pan redondo u ovalado, de unos 5-15 cm, con una miga esponjosa y una corteza suave y muy enharinada. En cambio, a veces se presenta como dorado, brillante y crujiente. 
En otros lugares, el pan bazo es simplemente el formato redondo que se le da a la misma masa que la telera y el bolillo.

## Origen

### En España

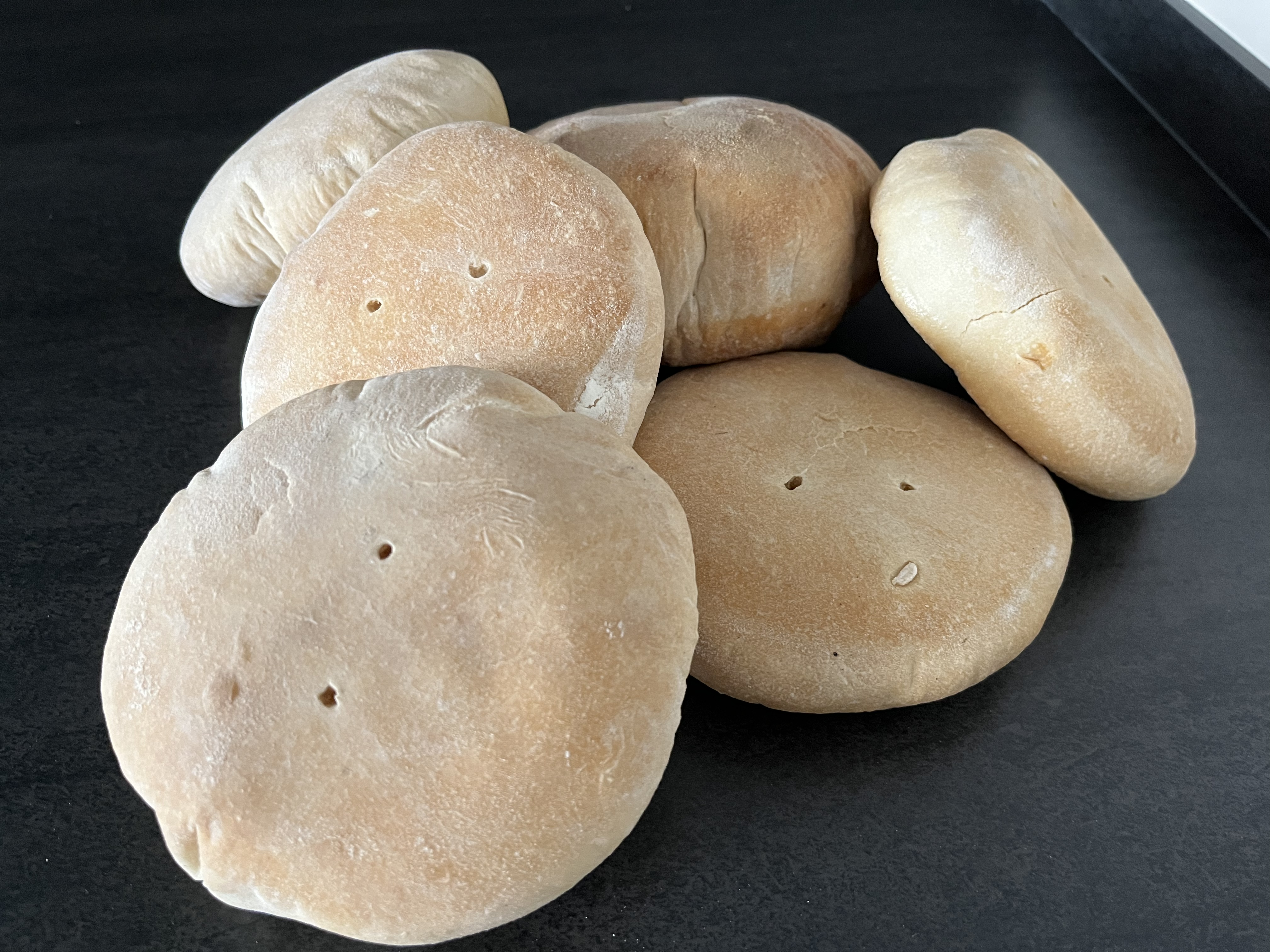
El pan bazo es el pan más emblemático de Almonte, Andalucía.

El pan bazo es un pan originario de Castilla, donde sin embargo parece no tener más tradición. Originalmente, «pan bazo» es aquel cuya harina incluye moyuelo y salvado, por lo que no está refinada y es bastante más asequible. Esta harina, más «ordinaria», era usada por las clases más humildes para elaborar panes baratos. Por ejemplo, en la Valladolid española, el pan bazo se elaboraba en los conventos para dar de comer a los más pobres. En las áreas de habla catalán, el pan bazo equivale al pa de prims. En un diccionario vascuence de 1745, Manuel Larramendi ofrece diversas maneras de traducir «pan bazo» al euskera: erresa, nasquia, pasallorea, onidiquia o tremesa, aquellos panes «hechos con salvado», cuyo valor era tan escaso que se hacía «para los perros del ganado».
En Badajoz, Extremadura, el pan bazo también es aquel que incluye otros cereales que no son trigo, por lo que se abarata su precio final. En Almonte, Andalucía, el pan bazo es el pan más representativo del municipio. En tamaño y forma se parece al su homólogo mexicano, pero son bastante diferentes en miga y corteza ya que el pan bazo almonteño se elabora con harina candeal.
Aparentemente, el color «bazo» (del latín, badius 'rojizo') es un color entre amarillo oscuro y rojizo, lo cual podría corresponderse con el color de la corteza de este pan. Sin embargo, la teoría más aceptada es que «bazo» proviene de basso, es decir, 'pan bajo', de baja clase, ya que era un pan barato consumido por los más pobres.

### En México

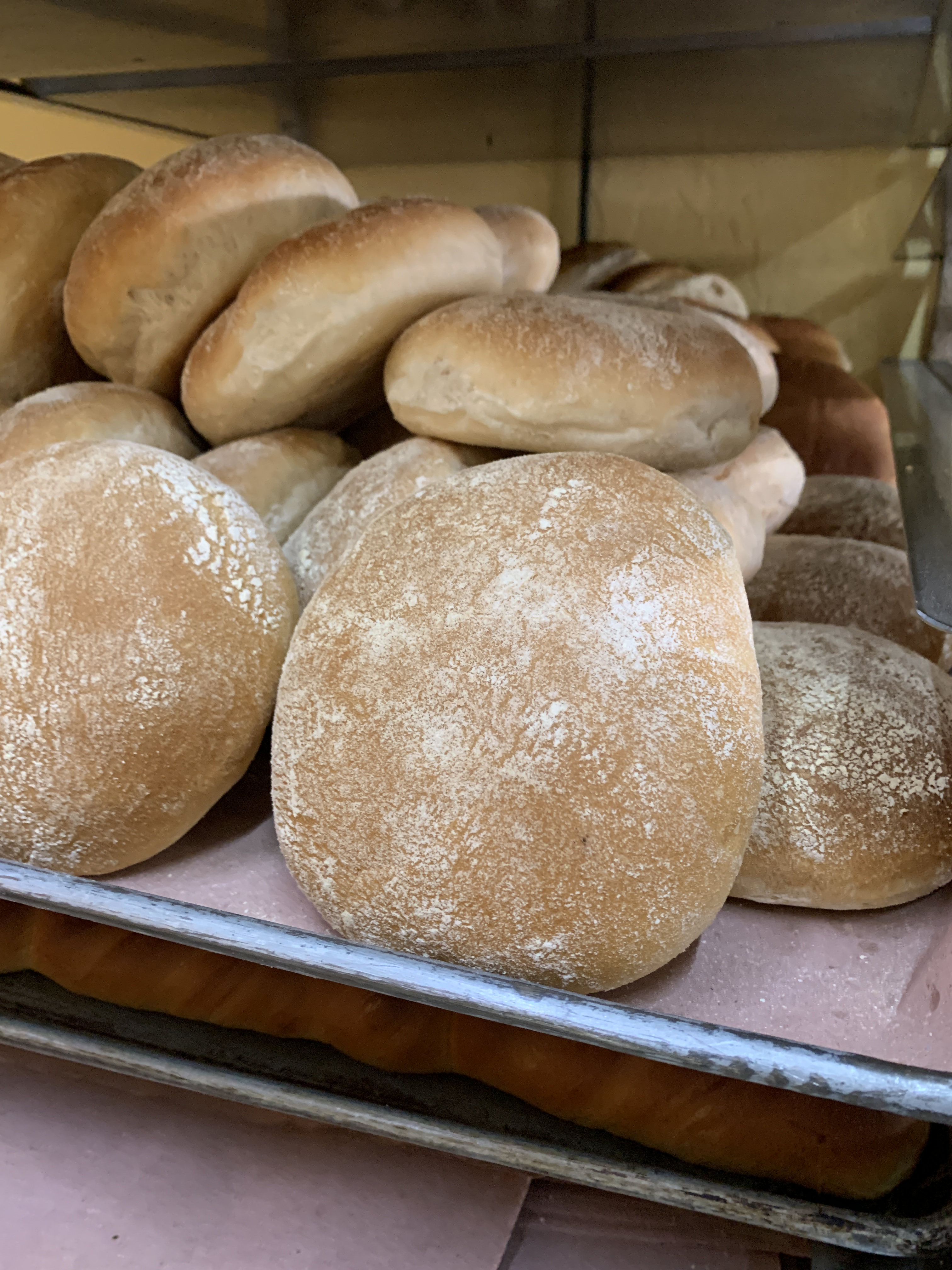
Panes bazos de Veracruz.

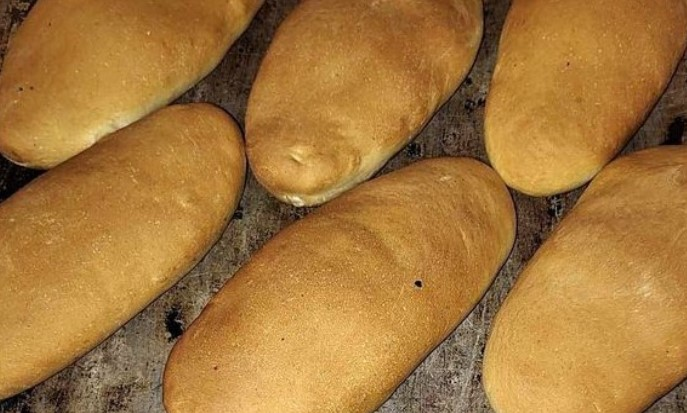
Panes bazos de la Ciudad de México

Posiblemente por medio de los mismos conventos, el pan bazo llegó al Virreinato de Nueva España. En un principio por necesidad, y más tarde convertido en un alimento básico, el pan basso era tan solicitado que existían «pambacerías», es decir, panaderías que exclusivamente producían y vendían este pan. Debido a que el pan basso era poco gustoso de comer solo, se popularizó el rellenarlo y bañarlo completamente en una salsa de chile. Parece que esta costumbre de bañar el pan bazo surgió en la región del Bajío, y esta técnica es sospechosamente similar a la de las tortas ahogadas de Jalisco, las cuales se hacen con otro tipo de pan llamado birote.
En algún punto de la historia panadera de México, el pan bazo, el bolillo y la telera, originalmente tres recetas diferentes, se verían reducidas a una misma masa. Afortunadamente queda un sitio en México donde todavía se amasa y hornea el pan bazo a la antigua: el centro del Estado de Veracruz. En Orizaba, el pambazo no se baña, sino que se rellena con frijoles refritos, longaniza, queso blanco, lechuga rebanada y chipotle adobado. La otra es la versión de Xalapa, que se distingue por su relleno de frijoles, mayonesa, jamón, pollo deshebrado o chorizo, acompañado de lechuga, cebolla y chile chipotle, ya sea de sabores dulces o salados, y que se puede disfrutar a cualquier hora del día.
Una leyenda local veracruzana cuenta que «el platillo se originó en Orizaba, en manos del cocinero francés de Carlota y Maximiliano ya que fue tanto el gusto de la emperatriz por el pico de Orizaba, que le pidió a su chef un platillo que simbolizará al famoso volcán, recreando en el pan la punta del mismo, en su cuerpo las faldas montañosas y la harina que se vierte sobre él, la nieve que lo cubre» (Gámez, 2018). Sin embargo, esta historia es fantasiosa, ya que su origen, como se ha comentado, era un pan de pobres, y existen menciones del pan bazo anteriores al reinado de Maximiliano (1863-1867).